# Syngonanthus laricifolius
Syngonanthus laricifolius är en gräsväxtart som först beskrevs av George Gardner, och fick sitt nu gällande namn av Wilhelm Willy Otto Eugen Ruhland. Syngonanthus laricifolius ingår i släktet Syngonanthus och familjen Eriocaulaceae. Inga underarter finns listade i Catalogue of Life.